# Isaac Le Chapelier
Isaac René Guy Le Chapelier (12. června 1754, Rennes - 22. dubna 1794, Paříž) byl politik během Velké francouzské revoluce. Za jakobínského teroru byl gilotinován.

## Životopis
Isaac René Guy Le Chapelier se narodil jako syn právníka. Vystudoval práva na univerzitě v Rennes a stejně jako jeho otec vykonával advokacii.
Le Chapelier byl na jaře roku 1789 zvolen poslancem generálních stavů do třetího stavu za město Rennes. Stal se jedním z předních mužů třetího stavu. Spolu s Lanjuinaisem inicioval vznik Bretaňského klubu, který se později stal jakobínským klubem. Le Chapelier spolu s Barnavem napsal text přísahy v míčovně a předsedal od 3. do 17. srpna 1789 Ústavodárnému shromáždění. Jako člen ústavního výboru se Le Chapelier významně podílel na přípravě ústavy 3. září 1791.
Le Chapelier vstoupil do „Strany ústavy“. V červnu 1790 vystoupil z jakobínského klubu a připojil se ke Klubu 1789. Dne 14. června 1791 představil Ústavodárnému shromáždění „Le Chapelierův zákon“. O něco později přestoupil k feuillantům. Le Chapelier se marně snažil přesvědčit roajalisty k revizi ústavy ze 3. září 1791. Neúspěšně se postavil proti Robespierrovu návrhu zakázat členům Ústavodárného shromáždění účastnit se voleb do Zákonodárného shromáždění.
Po rozpuštění Ústavodárného shromáždění v září 1791 Le Chapelier znovu vykonával svou profesi advokáta. Cestoval do Anglie z pověření svého klienta. Po návratu byl zatčen a odsouzen k trestu smrti kvůli své cestě do Anglie jako emigrant. Popraven byl 22. dubna 1794 v Paříži.